# Okhahlamba
Okhahlamba es un municipio local sudafricano situado en el distrito de Uthukela, en la provincia de KwaZulu-Natal.

## Superficie
Okhahlamba tiene una superficie de 3971 km².

## Demografía
En 2022, tenía 143 132 habitantes, una densidad poblacional de 36,04 hab./km², y 29 095 viviendas.